# GSAT-2

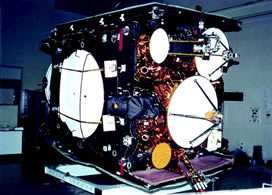
GSAT-2

O GSAT-2 foi um satélite de comunicação geoestacionário indiano da série GSAT. Ele esteve localizado na posição orbital de 47.95 graus leste, foi construído e também é operado pela Organização Indiana de Pesquisa Espacial (ISRO). O satélite foi baseado na plataforma I-2K (I-2000) Bus e sua expectativa de vida útil era de 7 anos. O mesmo saiu de serviço quando ficou a deriva em órbita no mês de abril de 2011.

## História
O GSAT-2 foi um satélite de comunicações experimental construído pela Organização Indiana de Pesquisa Espacial (ISRO) e foi lançado em um dos primeiros GSLVs.
Após o seu lançamento para a órbita de transferência por um foguete GSLV-D2, o GSAT-2 foi levado para a órbita geoestacionária. Depois que ele chegou à órbita geoestacionária, sua antena e painéis solares foram implantados e o satélite foi finalmente colocado em sua posição orbital atribuída de 48 graus de longitude leste.

## Lançamento
O satélite foi lançado espaço no dia 8 de maio de 2003, às 11:28 UTC, por meio de veículo GSLV Mk.1 a partir do Centro Espacial de Satish Dhawan, na Índia. Ele tinha uma massa de lançamento de 1825 kg.